# Armando Alba Zambrana
Armando Alba Zambrana (* 9. Februar 1901 in Potosí; † 10. Oktober 1974 ebenda) war ein bolivianischer Schriftsteller, Verleger, Politiker und Diplomat.

## Leben
Armando Alba Zambrana war der Sohn von María Zambrana und Wenceslao Alba. Er war mit der Poetin María Luisa Alduante de Alba (* 1905 in Potosí; † 1989) verheiratet. Ihre Kinder waren María Amparo, Jaime, Ana María und María Luisa.
1930 war Alba Armando Zambrana Vorsitzender des Concejo Municipal de Potosí. Er war Mitglied der Literatengruppe Gesta Bárbara. Er gründete einen Verlag Potosí, welcher sich dem Veröffentlichen von bolivianischer Literatur widmete. Von 1947 bis 1948 war er Ministro de Educación y Asuntos Indígenas (Bildungsminister) der Regierung von Enrique Hertzog. Er saß für Potosí im Senat und war Präfekt des Departamento de Potosí. Er war Botschafter in Madrid und Caracas.
Unter seiner Leitung wurde das Casa de la Moneda als Museum wiedereröffnet, er war Mitglied der Sociedad Geográfica y de Historia de Potosí und Herausgeber des Magazin Sur.

## Veröffentlichungen
- Potosí 1952
- Don Simeón Roncal, ?1970
- La Casa Real de Moneda de la Villa Imperial de Potosí, Potosí, 1973.
- Prólogos escogidos, ?2001
- Bibliografía de Gabriel René Moreno, en Gabriel René Moreno, Anales